# Regimentul Siret No. 11
Regimentul Siret No. 11 a fost o unitate de infanterie, de nivel tactic, din trupele permanente ale Armatei României, înființată în 1872. Pe tot parcursul existenței sale a făcut parte din organica Brigăzii 12 Infanterie, fiind dislocat la pace în garnizoana Galați. La mobilizare, regimentul constituia încă o unitate, Regimentul 51 Infanterie, din rezerviști proveniți din Cercul de recrutare „Covurlui”. Pentru participarea la Războiul de Independență, drapelul de luptă al regimentului a fost decorat cu Crucea „Trecerea Dunării”.:p. 157
Regimentul a participat la Războiul de Independență și campania din Al Doilea Război Balcanic, din 1913. Regimentul 11 Infanterie a participat la acțiunile militare pe Frontul Român, pe toată perioada Primului Război Mondial, între 14/27 august 1916 - 28 octombrie/11 noiembrie 1918.

## Distincții
- Ordinul Crucea „Trecerea Dunării” (1878)